# Hönisch

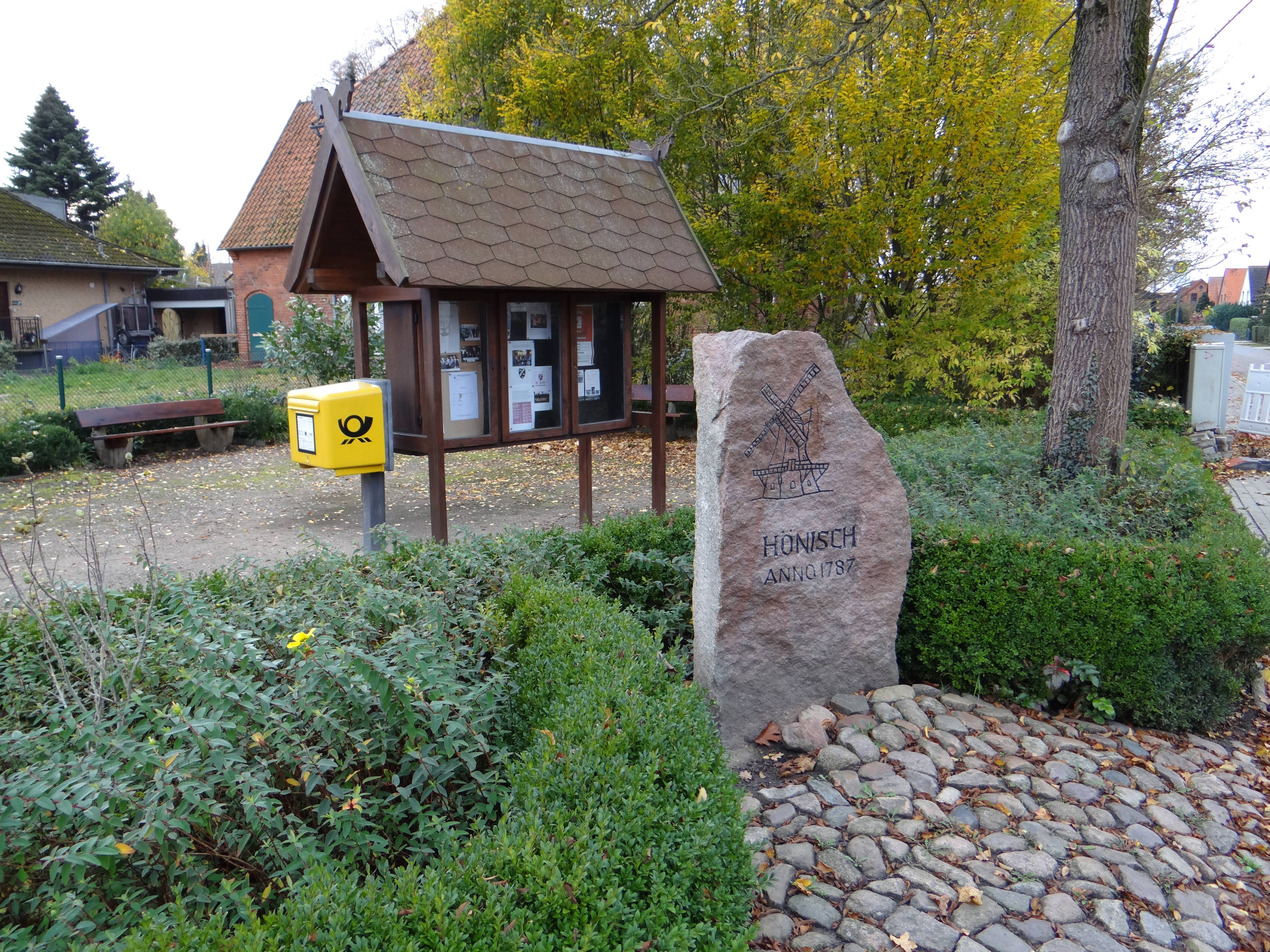
Stein und Infotafel

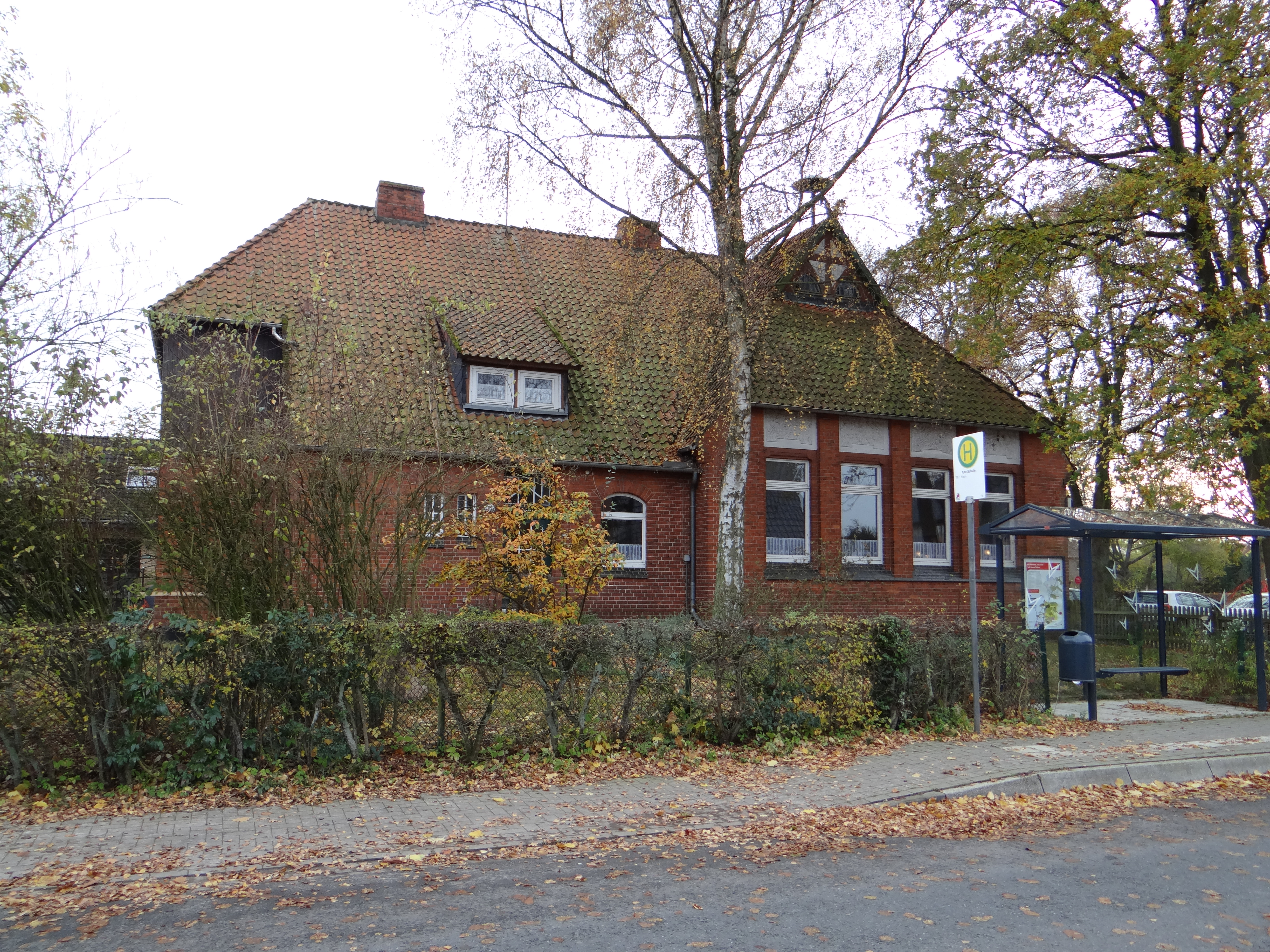
Alte Schule

Hönisch ist ein Stadtteil von Verden (Aller) im Landkreis Verden in Niedersachsen, der direkt gegenüber der Altstadt am westlichen Allerufer liegt. Die Ortsgründung liegt dabei im Jahr 1787.

## Geschichte
Der Name stammt vom Standort der alten Windmühle ab, die einst an der Furt nach Verden stand. Ein Nachfolger der Mühle ist 1984 abgebrannt, heute erinnert nur ein Rest des Sockels an das ehemalige Wahrzeichen Hönischs. Die Mühle stand auf dem „Hohen Esch“, einer hochwassersicheren Anhöhe.
Im Laufe der Zeit wurde Hönisch daraus.
Die Ortschaft bestand bis ins 19. Jahrhundert nur aus einzelnen Höfen, die sich zu zwei Ortsteilen gliederten, Hinter Hönisch und Vorder Hönisch (letztere direkt an der Straße, die von der Allerfurt von Verden in Richtung Dörverden führt, die heutige B215).
Heute ist das ehemalige Vorder Hönisch (jetzt nur Hönisch genannt) größer, das heutige Hinterhönisch besteht aus einigen Wohnhäusern und einem letzten Bauernhof.
Am 1. Juli 1972 wurde Hönisch in die Kreisstadt Verden eingegliedert.
Am 8. August 2007 wurde in der Ortslage Hönisch ein Bauvorhaben begonnen, das die Verstärkung der Deiche im Bereich der am Ort vorbeifließenden Aller bzw. Alten Aller zum Ziel hat. Das Bauvorhaben umschließt die Aller von Hönisch bis Wahnebergen.

## Politik

### Ortsrat
Der Ortsrat, der den Ortsteil Hönisch vertritt, setzt sich aus neun Mitgliedern zusammen. Die Ratsmitglieder werden durch eine Kommunalwahl für jeweils fünf Jahre gewählt.
Bei der Kommunalwahl 2021 ergab sich folgende Sitzverteilung:
- Wählergruppe Hönisch (WGH): 9 Sitze

### Ortsbürgermeister
Ortsbürgermeister ist Wolf Hertz-Kleptow (WGH).

## Wirtschaft und Infrastruktur
Hönisch hat einen Feuerwehrverbund mit den Ortschaften Klein- und Groß Hutbergen, das Feuerwehrhaus steht am Sportplatz des TSV Hönisch und beherbergt auch die Räume des Sportvereins. Der dortige Sportverein, der SVH (Sportverein Hönisch), wurde im Jahr 1960 gegründet und bietet umfassende Sportmöglichkeiten an.
In Hönisch sind bisher wenige Betriebe angesiedelt, darunter ein Baumarkt, eine Tankstelle und noch mehrere kleinere Geschäfte, da es eher ein Wohngebiet ist.